# 초력
초력(初曆, 925년 ~ 926년)은 대장화(大長和) 숙문제(肅文帝) 정인민(鄭仁旻)의 여섯번째 연호이다.

## 연대 대조표
| 초력       | 원년       | 2년        |
| 서기(西紀) | 925년      | 926년      |
| 간지(干支) | 을유(乙酉) | 병술(丙戌) |

## 동시대 연호
| 이전 연호 정우(貞祐) | 중국의 연호 대장화(大長和) | 다음 연호 천응(天應) |